# United Pursuit
United Pursuit – amerykański zespół muzyczny grający chrześcijańską muzykę z pogranicza folk i indie rocka, założony w 2006 roku w Knoxville w Tennessee.

## Historia zespołu
Zespół United Pursuit zaczął kreować się w Iris Harvest School of Missions w Mozambiku, do której to szkoły uczęszczali Will Reagan, Brock Human i Nathan Fray. Z czasem mężczyźni zaczęli występować razem i grać muzykę chrześcijańską. Oficjalnie rozpoczęli działalność zespołu w 2006 roku, a swoje pierwsze utwory zaczął komponować dwa lata później. W 2008 roku ukazała się ich debiutancka płyta studyjna zatytułowana EP, na której znalazło się trzynaście utworów. Rok później premierę miał drugi album grupy zatytułowany Radiance. W sierpniu tego samego roku wydana została też płyta pt. In the Night Season, która ukazała się pod szyldem Will Reagan and United Pursuit.
W 2010 roku ukazał się debiutancki album koncertowy United Pursuit zatytułowany Live at the Banks House. W grudniu ukazała się druga płyta studyjna wydana pod szyldem Will Reagan and United Pursuit Band – Endless Years. W 2014 roku zespół wydał płytę studyjną pt. The Wild Inside, która zawierała utwory wykonane przez Michaela Kettetera.
W 2015 roku premierę miała druga płyta koncertowa zespołu zatytułowana Simple Gospel, która została dostrzeżona m.in. przez amerykański magazyn „Billboard”. W sierpniu 2016 roku ukazał się minialbum grupy zatytułowany Looking for a Savior, a w grudniu tego samego roku – płyta koncertowa pt. Simple Gospel B-Sides. 20 stycznia 2017 roku zespół zaprezentował swój kolejny krążek o tytule Tell All My Friends, który został wydany pod szyldem Will Reagan and United Pursuit.

## Członkowie
W obecny skład zespołu wchodzą następujący muzycy:
- Will Reagan – śpiew, gitara akustyczna, instrumenty klawiszowe
- Brock Human – śpiew, gitara akustyczna
- Brandon Hampton – śpiew, gitara elektryczna
- Andrea Marie Reagan – śpiew, fortepian
- Michael Ketterer – śpiew
- Jake LeBoeuf – śpiew
- John Romero – gitara basowa
- Yoosung Lee – skrzypce
- Nathan Fray – perkusja

## Dyskografia

### Albumy studyjne

#### Wydane jako United Pursuit
- EP (2008)
- Radiance (2009)
- The Wild Inside (2014; z Michaelem Kettererem)

#### Wydane jako Will Reagan and United Pursuit
- In the Night Season (2009)
- Endless Years (2012)
- Tell All My Friends (2017)

### Albumy koncertowe
- Live at the Banks House (2009)
- Simple Gospel (2015; z Seanem Feuchtem)
- Simple Gospel B-Sides (2016)

### Minialbumy (EP)
- Looking for a Savior (2016)